# Romeo Neri
Romeo Neri (* 26. März 1903 in Rimini; † 23. September 1961 ebenda) war ein italienischer Turner und dreifacher Olympiasieger.
Bei den Olympischen Sommerspielen 1928 in Amsterdam gewann er die Silbermedaille am Reck. Den Wettbewerb gewann der Schweizer Georges Miez. Vier Jahre später bei den Olympischen Sommerspielen in Los Angeles holte er schließlich drei Goldmedaillen. Er gewann den Einzelwettbewerb am Barren, den Einzelmehrkampf und auch den Mannschaftsmehrkampf. 1936 in Berlin klassierte er sich im Einzelmehrkampf auf dem 4. Platz.
Bei den Turn-Weltmeisterschaften 1934 in Budapest wurde er hinter dem Schweizer Eugen Mack Zweiter im Mehrkampf und gewann die Bronzemedaille im Sprung.
Das Stadion des Fußballvereins Rimini Calcio wurde ihm zu Ehren Stadio Romeo Neri benannt.